# Mergulhão-do-alaotra
O mergulhão-do-alaotra (Tachybaptus rufolavatus), ou grebe-do-alaotra, foi uma ave endêmica dos lagos de Madagáscar que foi anunciada em 2010 como oficialmente extinta pela União Internacional para Conservação da Natureza.
A última ave da espécie foi vista 1985 e talvez em 1986 e 1988.

## Extinção
O mergulhão era de porte médio e tinha asas pequenas e, por isso, não conseguia empreender grandes voos, vivendo nas imediações do Lago Alaotra, o maior de Madagáscar. A alimentação da ave era principalmente de peixes do lago.
A espécie teve o seu declínio no século XX e o processo de extinção foi acelerado com a introdução de espécies carnívoras de peixe, Micropterus e Ophiocephalus, nos lagos onde vivia, da pesca predatória com o uso de redes de náilon e concorrência com outros pássaros.
Outro fator foi a desmatação, que causou erosão do solo e práticas nocivas da agricultura, o que levou à sedimentação dos lagos e baixa qualidade da água.
O Lago Alaotra ainda teve a inserção de outras espécies invasoras, como plantas exóticas, mamíferos e peixes como a tilápia, o que alterou decisivamente o habitat natural da espécie.
A última espécie de ave anunciada como extinta foi Caloenas maculata, em 2008. Desde 1600, 132 foram extintas. Se consideradas as ameaçadas, o total chega a 1.240 espécies.